# Daniel Gillois
Pour les articles homonymes, voir Gillois (homonymie).
Joseph Maurice Edgard Daniel Gillois, né le 5 février 1888 à Fontainebleau et mort le 28 décembre 1959 à Fontainebleau, est un cavalier français.

## Palmarès
- Jeux olympiques:
  -  Médaille d'argent en dressage par équipe aux Jeux olympiques d'été de 1936 à Berlin
  - 9e en dressage individuel aux Jeux de 1936 à Berlin